# 프로구아닐
프로구아닐(Proguanil), 클로르구아나이드 및 클로로구아나이드로도 알려져 있으며, 말라리아를 치료하고 예방하는 데 사용되는 의약품이다. 종종 클로로퀸 또는 아토바쿠온과 함께 사용된다. 클로로퀸과 함께 사용하면 경미한 클로로퀸 내성 말라리아를 치료한다. 경구로 복용한다.
부작용으로는 설사, 변비, 피부 발진, 탈모, 가려움증이 있다. 임신 중에는 말라리아가 더 심각한 경향이 있으므로 일반적으로 이점이 위험보다 크다. 임신 중에 사용되는 경우 엽산과 함께 복용해야 한다. 모유 수유 중에도 안전하게 사용할 수 있을 가능성이 높다. 프로구아닐은 간에서 활성 대사 물질인 사이클로구아닐로 전환된다.
이 약은 세계보건기구 필수 의약품 목록에 포함되어 있다. 미국과 캐나다에서는 아토바쿠온/프로구아닐 복합제로만 구할 수 있다.

## 역사
진주만 공격으로 태평양 전쟁이 시작되면서 미국은 말라리아 치료제에 큰 관심을 갖게 되었고, 무독성이고 생산하기 쉬운 새로운 유형의 약을 찾기 위한 미국-영국 공동 프로그램에 많은 자금을 지원했다. 임페리얼 케미컬 인더스트리스 (나중에 제네카로 분할)의 메디컬 케미컬 섹션에 소속된 프랭크 로즈가 이끄는 팀이 합류했는데, 이 팀은 이전에 전쟁 전 독일에서만 생산되던 말라리아 치료제인 퀴나크린을 제조하는 방법을 개발했다.
로즈와 그의 동료 프랭크 커드는 비교적 간단하게 합성할 수 있는 피리미딘에 집중하기로 결정했지만, 자문단은 당시 대부분의 말라리아 치료제가 퀴놀린이나 아크리딘이었기 때문에 반대했다. 기본 사슬과 벤젠 부분을 가진 예비적인 2,4-디아미노피리딘 유도체를 하나씩 확인하면서, 그들은 효과적인 아날로그에서 기하학적 패턴을 발견하고 피리미딘 고리가 없는 더 간단한 분자로 흥미로운 생물학적 활성을 재현할 수 있는지 궁금해했다. 그래서 로즈가 이전 설파미드 연구를 통해 익숙했던 바이구아나이드 (당시에는 디구아나이드라고 불림)를 사용해 큰 효과를 거두었다. 이 약은 1945년 ICI에서 출시되었다.

## 의학적 용도
프로구아닐은 성인과 어린이 모두에게 말라리아의 예방 및 치료에 사용되며, 특히 클로로퀸 내성 P. falciparum 말라리아가 보고된 지역에서 사용된다. 일반적으로 다른 말라리아 치료제인 아토바쿠온과 함께 복용한다.
또한 대부분의 다른 다제 내성 P. falciparum 형태의 치료에도 효과적이며, 성공률은 93%를 초과한다.

## 부작용
프로구아닐은 일반적으로 내약성이 좋으며 대부분의 사람이 부작용을 경험하지 않는다. 그러나 일반적인 부작용으로는 복통, 메스꺼움, 두통, 발열 등이 있다. 프로구아닐은 심각한 신장 장애가 있는 사람, 임신부 또는 5 kg 미만의 어린이를 모유 수유하는 여성은 복용해서는 안 된다. 간 효소 수치가 증가했다는 보고도 있으며, 이는 치료 완료 후 최대 4주까지 높게 유지될 수 있다.

## 작용 기전
단독으로 사용될 때 프로구아닐은 프로드러그로 작용한다. 활성 대사 물질인 사이클로구아닐은 다이하이드로폴레이트 환원효소(DHFR) 억제제이다. 포유류와 기생충 모두 DHFR을 생산하지만, 사이클로구아닐의 억제 활성은 기생충 DHFR에 특이적이다. 이 효소는 엽산 주기의 중요한 구성 요소이다. DHFR 억제는 기생충이 다이하이드로폴레이트를 테트라하이드로폴산 (THF)으로 재활용하는 것을 방지한다. THF는 DNA 합성, 아미노산 합성 및 메틸화에 필요하므로 DHFR 억제는 이러한 과정을 중단시킨다.
프로구아닐은 말라리아 치료제 아토바쿠온과 함께 사용될 때 협력작용을 나타낸다. 이 작용 메커니즘은 프로구아닐이 단일 제제로 사용될 때와는 다르다. 이 경우 DHFR 억제제로 작용한다고 생각되지 않는다. 프로구아닐을 추가하면 아토바쿠온에 대한 내성이 감소하고 아토바쿠온이 미토콘드리아 아포토시스 캐스케이드를 유발하는 능력이 증가하는 것으로 나타났다. 이것은 일반적으로 "미토콘드리아 막 전위 붕괴"라고 불린다. 프로구아닐은 미토콘드리아 막 투과성을 증가시키는 데 필요한 아토바쿠온의 유효 농도를 낮춘다.